# WATAKI
WATAKI株式会社は東京都港区に本社を置く、アパレル、ヘルスケア、ロジスティクス、ファブリックの事業を展開する日本のメーカー。1894年（明治27年）に創業しており、日本に洋装の礼服が普及することに貢献した。戦後は略礼服を考案し、一世を風靡している。
1990年代からは、ヘルスケア関連用品などの企画、製造、販売も行っている。

## 沿革
秋田佐竹藩の御典医を代々勤めていた渡邊家は明治維新によって御典医の職を解かれ、当主・渡邊喜兵衛は秋田市で薬問屋を営んでいた。喜兵衛の三男・才助と四男・喜之助は職を求めて東京を訪れる。2人は「これから洋装の時代がくる」と考え、1894年（明治27年）に浅草鳥越で古着洋服商渡喜商店を創業する（なお、創業年は後年、WATAKIの調査によって喜之助が東京羅紗同盟会の理事長に就任した年としている。その数年前から商いは行っていたらしい）。当時、既製服という概念は無く、古着商は上流階級が仕立てた衣料品を民間に払い下げる役割を果たしていた。渡喜商店は貴族が仕立てた洋服を引き取り、下級官僚らに販売することを主な業務としていた。
渡喜商店の商売は順調に発展し、古着販売だけでなく、注文服の製造販売、既製服の製造販売へと路線を拡大して行く。喜之助は、全国産業博覧会への出品、縫製技術研究家を招いて技術講習会を開くなど、既製服の普及と製造業者の技術向上に尽力した。
1942年 (昭和17年）には株式会社に改組するが、同年の商工省令による企業整備要項に基づき既成服中央第26代行株式会社となる。戦後、1947年（昭和22年）に既成服中央第26代行株式会社から一部同業者が独立したため、東京繊維工業株式会社に改組。喜之助の養子であった喜之助（2代目）が社長に就任する。
1950年（昭和25年）に株式会社渡喜に改称。喜之助（2代目）も東京既製服同業界、東京既製服製造卸協同組合といった業界団体の要職に推され、業界の発展に寄与して行くことになる。
埼玉県玉敷神社の神職の家系にあった河野国雄は喜之助（2代目）の娘と結婚していたが、喜之助（2代目）の一人息子が戦病死したため、夫婦養子として渡邊家を継いだ。國學院大學に学び、著作も表していた国雄だったが、1947年に東京繊維工業株式会社に入社。国雄は、紳士洋服商についてはまったくの素人だったが、仕入れ担当をしながら洋服の作り方を基本から学び、東京既製服協会主催の裁断縫製技術講習会の全科目を履修する。入社してから10年ほどが経ち、戦後の統制経済も弛みだした頃、今後の会社運営を検討した国雄は「特徴のない企業では生き残れない」と結論を出し、「黒の略礼服」を主力商品にすると決める。日本国民の生活水準は今後、豊かになるだろうし、衣食が足りれば礼節が重んじられ、羽織、袴に代わる礼服として、黒の略礼服が普及するとの考えからだった。また、礼服は景気の好不況に左右されないという観点もあった。まず、国雄は黒の略礼服を送り出すための市場創造から着手する。髙島屋東京店（現・日本橋店）に働きかけ、業界で初となる礼服コーナーを設置する。当時、礼服といえば注文仕立てのモーニングコートが市場の主流だったが、この礼服コーナーが功を奏してダブルの略礼服が市場に浸透して行くことになった。
1958年（昭和33年）には「ソシアル」ブランドを誕生させる。フォーマルウェアのブランド「ソシアル」が有名になったのは、1970年（昭和45年）に映画俳優の田中邦衛を起用したフォーマルウェア着用を呼びかけるCMやポスターを展開したことによる。時代的にも団塊の世代が学校を卒業し、結婚式なども日本全国的に増えていったという追い風もあった。フォーマルウェアのコーナーの設置が定着したところで、フォーマルウェアと合わせるネクタイ、ワイシャツなどをトータルで販売する仕組みを業界で初めて作り上げた。1968年（昭和43年）の皇居新宮殿の落成に伴い、宮内庁から公式礼服の発注を受け、礼服で皇室御用達企業となったことも大きな好機となった。1986年（昭和61年）に日本で開催された第12回先進国首脳会議（東京サミット）では、総理官邸や迎賓館の職員、参加国大使館員などの礼装も担当した。
1972年に株式会社カインドウェアを設立し、株式会社渡喜の営業権の全てを継承させる。
1985年には、大学卒業直後から入社していた国雄の実子・喜雄が社長に就任する。カジュアルブランドや廉価な商品も展開し、売り上げも30億円に拡大していたが、喜雄は高級品志向を打ち出し、フォーマルへの原点回帰路線へと舵を切った。バブル景気のただなかに景気継続に疑いを持ち、日本国内6カ所に展開していた工場を整理し、中国への発注に切り替えていった。残った那須工場には高い縫製技術を集約した結果、他社有名ファッション企業からの注文を受けるようになり、自社製品の製造は40%に留まっている。
1993年からは、介護を事業化し1994年には介護ショップ1号店を開店。デザイン面を考慮したステッキ、座ってままでも脱ぎ着できる服といった商品を展開し、介護事業の業績も急成長している。その後、ライフスタイルブランドとしてKINDCAREを誕生させる。
1999年には社名の英字表記をKINDWEARからKINDWAREに変更する。
2024年5月1日付で社名（商号）をWATAKI株式会社に変更する。